# Mario Ančić
Mario Ančić (phát âm tiếng Croatia: [mâːrio âːntʃitɕ], sinh ngày 30 tháng 3 năm 1984) là cựu vận động viên quần vợt người Croatia. Sự nghiệp của anh là giành được 3 danh hiệu đơn và 5 danh hiệu đôi. Đỉnh cao của Ančić là năm 2006 với vị trí số 7 thế giới, ngoài ra còn cùng đội tuyển quần vợt Croatia giành chức vô địch Davis Cup năm 2005. Trước đó, tại Thế vận hội Mùa hè Athens 2004, Ančić cùng Ivan Ljubičić đã có được Huy chương Đồng ở nội dung đánh đôi.
Ở lứa tuổi thiếu niên, Ančić đã nổi lên sau khi đánh bại hạt giống số 7 Roger Federer tại Wimbledon năm 2002. Wimbledon cũng là Grand Slam thành công nhất của anh khi từng lọt vào bán kết năm 2004. Từ đó, nhiều người coi anh là truyền nhân của tay vợt Goran Ivanišević, nhà vô địch Wimbledon 2001 và cựu số 2 thế giới, khiến anh thường được gọi là "Goran mới" hay "Tiểu Goran".
Trong khoảng thời gian 2007-2008, bệnh bạch cầu đơn nhân và những chấn thương đã buộc Ančić phải hủy hàng loạt giải đấu lớn nhỏ, và thứ hạng của anh từ số 9 vào tháng 1 năm 2017 đã xuống số 125 vào tháng 1 năm 2008. Các huấn luyện viên của anh bao gồm chuyên gia Fredrik Rosengren và sau đó, Ivan Ljubičić. Tháng 2 năm 2011, Ančić tuyên bố giải nghệ sau khi không thể chữa khỏi bệnh bạch cầu đơn nhân. Anh sau đó theo học luật tại Đại học Harvard và tốt nghiệp tiến sĩ luật tại Đại học Columbia vào năm 2015. Từ năm 2016, Ančić là chuyên gia tư vấn đầu tư ngân hàng cho tập đoàn Credit Suisse tại Wall Street.